# Lodewijk II van Italië
Lodewijk II van Italië (?, 825 – Ghedi, 12 augustus 875) was keizer van het Roomse Rijk (toen nog niet '"Heilig" genoemd) en koning van Noord-Italië.

## Leven en loopbaan

### Rol onder zijn vader
Lodewijk was de oudste zoon van keizer Lotharius I en werd in 839 door hem aangewezen als toekomstige koning van Italië. Hij was verloofd met een dochter van keizer Theophilos van Byzantium maar verbrak de verloving in 842, na de dood van Theophilos. Op 15 juni 844 werd hij gekroond tot koning van Italië en trok daarna met een leger naar Rome om de stad te beschermen tegen de Saracenen die de stad kort daarvoor hadden geplunderd. In 847 leidde hij een vergeefse expeditie om Saraceense kapers te verdrijven uit hun bases in Zuid-Italië. Hij werd als medekeizer gekroond door paus Leo IV in 850. In 851 trok hij opnieuw naar het zuiden op verzoek van de kloosters van Monte Cassino en San Vincenzo, die door de Saracenen waren aangevallen. Hij greep ook in in de interne strijd in het hertogdom Benevento. Door het hertogdom te verdelen tussen de twee strijdende fracties wist Lodewijk een vrede te bemiddelen. Toen beide partijen hun Saraceense huurlingen niet meer nodig hadden, verraadden ze die aan Lodewijk – die ze liet ombrengen. Datzelfde jaar hield hij een landdag in Pavia.

### Keizer
Na het overlijden van zijn vader werd Lodewijk gekroond tot keizer. Hij was echter ontevreden over de verdeling van de erfenis omdat hij buiten het koninkrijk Italië geen aanvullende gebieden kreeg.
In het noorden werd de politiek van Lodewijk bepaald door zijn twee broers, Lotharius II en Karel van Provence, die geen wettige erfgenamen hadden, en waar Lodewijk dus moest proberen om hun erfenis te verwerven. In 857 sloot hij een bondgenootschap met zijn ooms de Oost-Frankische koning Lodewijk de Duitser en de West-Frankische koning Karel de Kale, tegen zijn broer Lotharius II (die Lotharingen en delen van Bourgondië en Zwitserland had gekregen). Maar een jaar later verzoende hij zich met Lotharius en steunde hem in zijn pogingen om van zijn onvruchtbare echtgenote te scheiden. Als dank werd Lodewijk goed bedeeld toen hij in 863 met Lotharius het koninkrijk van hun broer Karel van Provence verdeelde: Lodewijk kreeg al het gebied tot aan de Rhône, behalve Lyon en Vienne. Het volgende jaar steunde hij nogmaals de positie van zijn broer in de scheidingskwestie en trok zelfs met een leger naar Rome om de paus onder druk te zetten. Doordat Lodewijk ziek werd, was hij echter genoodzaakt om van militaire actie af te zien en sloot een compromis met de paus. Ondanks de inspanningen van Lodewijk lukte het Lotharius niet om te scheiden en vervolgens zijn buitenechtelijke kinderen te echten. Toen Lotharius in 869 zonder wettige erfgenamen stierf was Lodewijk gebonden door de belegering van Bari. Zijn ooms Karel en Lodewijk konden daardoor bij het verdrag van Meerssen het koninkrijk van Lotharius verdelen – protesten van Lodewijk en de paus konden daar niets meer aan veranderen. In zijn laatste jaren zocht Lodewijk toenadering tot Lodewijk de Duitser en benoemde diens zoon Karloman van Beieren tot opvolger, omdat hij zelf alleen dochters had.
In het zuiden was er regelmatig oorlog met de Saracenen die heersten over het Emiraat Bari en waren er wisselende verstandhoudingen met het Byzantijnse Rijk en de lokale adel. In 866 versloeg Lodewijk de Saracenen maar kon hun hoofdstad Bari niet innemen omdat hij geen vloot had, en de stad dus niet vanaf zee kon insluiten. Daarom sloot hij in 869 een bondgenootschap met Basileios I, wat werd bezegeld door de verloving van zijn dochter Ermengardis met Konstantinos, zoon van Basileios. Basileios stuurde een vloot die echter pas in Bari aankwam toen het leger van Lodewijk zich in het winterkwartier had teruggetrokken. Toen Lodewijk en de Byzantijnse admiraal ruzie kregen, omdat de admiraal Lodewijk als "rex" (koning) aansprak, vertrok de vloot weer. In 871 lukte het wel om Bari in te nemen met hulp van een Byzantijnse vloot. Ook nu is er een ruzie omdat de Byzantijnse admiraal Lodewijk aanspreekt als "keizer van de Franken" terwijl Lodewijk zichzelf "keizer van de Romeinen" noemt, wat de Byzantijnen niet kunnen accepteren. De verloving van de kinderen van de keizers werd verbroken. Toen de Saraceense macht in Zuid-Italië leek te zijn gebroken, had Lodewijk de mogelijkheid om ook daar zijn gezag te vestigen. Voor de lokale adel had dat geleid tot een forse inperking van hun autonomie. Daarom overviel hertog Adelchis van Benevento Lodewijk in zijn palts in Benevento, beroofde hem van zijn schatten en zette hem gevangen. Hierdoor ontstond het gerucht dat Lodewijk was gedood en prompt boden een aantal Italiaanse edelen de kroon aan aan Karel de Kale. Die accepteerde het aanbod en trok daadwerkelijk naar Italië maar keerde terug toen hij hoorde dat Lodewijk nog in leven was. Toen een Saraceens leger landde in Italië werd Lodewijk vrijgelaten, nadat hij een eed had gezworen om zich niet te wreken. Lodewijk trok naar Rome en werd daar in 872 door de paus van zijn eed ontslagen, en opnieuw tot keizer gekroond om zijn soevereiniteit te onderstrepen. Lodewijk trok met een leger naar het zuiden en versloeg de Saracenen bij Capua maar was niet in staat om Adelchis te verslaan.
Lodewijks vrouw Engelberga had grote invloed op zijn bewind. Bovendien kregen zij en haar familieleden grote schenkingen van Lodewijk. Dit leidde tot veel weerstand bij de Italiaanse adel. Haar arrogante gedrag zou ook de directe aanleiding zijn geweest voor het hierboven beschreven incident in Benevento in 871.
Lodewijk is begraven in de basiliek van Sant'Ambrogio in Milaan.

## Huwelijk en Nageslacht
Lodewijk was getrouwd met Engelberga van Parma. Ze kregen twee dochters:
- Gisela (dochter van Engelberga), (ca. 850 – voor 28 april 868), in 861 benoemd tot abdis van San Salvatore te Brescia
- Ermengarde, gehuwd met Bosso van Provence.

## Voorouders
| Voorouders van Lodewijk II van Italië | Voorouders van Lodewijk II van Italië                             | Voorouders van Lodewijk II van Italië                             | Voorouders van Lodewijk II van Italië                             | Voorouders van Lodewijk II van Italië                             | Voorouders van Lodewijk II van Italië          | Voorouders van Lodewijk II van Italië          | Voorouders van Lodewijk II van Italië          | Voorouders van Lodewijk II van Italië          |
| ------------------------------------- | ----------------------------------------------------------------- | ----------------------------------------------------------------- | ----------------------------------------------------------------- | ----------------------------------------------------------------- | ---------------------------------------------- | ---------------------------------------------- | ---------------------------------------------- | ---------------------------------------------- |
| Overgrootouders                       | Karel de Grote (747-814) ∞ Hildegard (758-783)                    | Karel de Grote (747-814) ∞ Hildegard (758-783)                    | Ingram van de Haspengouw (744-) ∞ Rotrud (-)                      | Ingram van de Haspengouw (744-) ∞ Rotrud (-)                      | ? (–) ∞ ? (-)                                  | ? (–) ∞ ? (-)                                  | ? (–) ∞ ? (-)                                  | ? (–) ∞ ? (-)                                  |
| Grootouders                           | Lodewijk de Vrome (778-840) ∞ Ermengarde van Haspengouw (778-818) | Lodewijk de Vrome (778-840) ∞ Ermengarde van Haspengouw (778-818) | Lodewijk de Vrome (778-840) ∞ Ermengarde van Haspengouw (778-818) | Lodewijk de Vrome (778-840) ∞ Ermengarde van Haspengouw (778-818) | Hugo van Tours (775-837) ∞ Ava van Morvois (-) | Hugo van Tours (775-837) ∞ Ava van Morvois (-) | Hugo van Tours (775-837) ∞ Ava van Morvois (-) | Hugo van Tours (775-837) ∞ Ava van Morvois (-) |
| Ouders                                | Lotharius I (795-855) ∞ Irmgard (805-851)                         | Lotharius I (795-855) ∞ Irmgard (805-851)                         | Lotharius I (795-855) ∞ Irmgard (805-851)                         | Lotharius I (795-855) ∞ Irmgard (805-851)                         | Lotharius I (795-855) ∞ Irmgard (805-851)      | Lotharius I (795-855) ∞ Irmgard (805-851)      | Lotharius I (795-855) ∞ Irmgard (805-851)      | Lotharius I (795-855) ∞ Irmgard (805-851)      |
| Lodewijk II van Italië (825 – 875)    |                                                                   |                                                                   |                                                                   |                                                                   |                                                |                                                |                                                |                                                |